# Crocidura watasei
Crocidura watasei är en däggdjursart som beskrevs av Kuroda 1924. Crocidura watasei ingår i släktet Crocidura och familjen näbbmöss. IUCN kategoriserar arten globalt som livskraftig. Inga underarter finns listade i Catalogue of Life.
Denna näbbmus förekommer endemisk på Amamiöarna och Okinawaöarna som tillhör Japan. Den lever i låglandet och i kulliga områden upp till 400 meter över havet. Crocidura watasei vistas på gräsmarker, intill floder och i buskskogar.